# Ann Sothern
Ann Sothern (født Harriette Arlene Lake; 22. januar 1909, død 15. marts 2001) var en amerikansk teater-, tv- og filmskuespiller.
Hun medvirkede i 80 film fra den første stumfilm New York i Lygteskær (1927) til den sidste, Sensommerdage (1987), hvor hun blev nomineret til en Oscar for bedste kvindelige birolle.
Hun blev populær som den jomfrulige og livlige blonde heltinde i Maisie ta'r Affære i 1939, en komedie og eventyrfilm, der fik ti følgere i otte år. Hun viste også fyrighed som sanger og komiker i flere musicals i 1940'erne og dramatisk talent. I 1950'erne havde hun egne tv-shows - Private Secretary 1952-1954 og Ann Sothern Show 1958-1960.
Hun har to stjerner på Hollywood Walk of Fame.

## Filmografi (udvalg)
- New York i Lygteskær (1927)
- Sensommerdage (1939)
- Brother Orchid (1940)
- Lady Be Good (1941)
- Panama Hattie (1942)
- Cry 'Havoc' (1944)
- Husveninden? (1949)
- Den blå gardenia (1953)
- Den bedste mand (1964)
- Sensommerdage (1987)